# NGC 3245
NGC 3245 é uma galáxia lenticular (S0) localizada na direcção da constelação de Leo Minor. Possui uma declinação de +28° 30' 28" e uma ascensão recta de 10 horas, 27 minutos e 18,2 segundos.
A galáxia NGC 3245 foi descoberta em 11 de Abril de 1785 por William Herschel.